# Bolax magna
Bolax magna är en skalbaggsart som beskrevs av Bates 1888. Bolax magna ingår i släktet Bolax och familjen Rutelidae. Inga underarter finns listade.